# Adolf I av Schaumburg-Lippe
Adolf I av Schaumburg-Lippe född i Bückeburg 1817, död i Bückeburg 1893, son till Georg Vilhelm av Schaumburg-Lippe och Ida av Waldeck och Pyrmont. Furste av Schaumburg-Lippe från 1860. 
Gift 1844 i Bad Arolsen med sin kusin, Hermine av Waldeck och Pyrmont (1827-1910). 

## Barn
- Hermine (1845-1930), gift med Maximilian av Württemberg (1828-1888)
- Georg av Schaumburg-Lippe (1846-1911)
- Hermann (1848-1928)
- Emma Fredrika (1850-1855)
- Ida Mathilde Adelheid (1852-1891), gift med Henrik XXII av Reuss
- Otto Heinrich (1854-1935), gift morganatiskt
- Adolf av Schaumburg-Lippe (1859-1917), gift med Viktoria av Preussen (1866-1929)
- Emma Elisabeth (1865-1868)